# 波赫丹尼夫斯凱 (沃茲涅先斯克區)
47°42′0″N 31°5′15″E / 47.70000°N 31.08750°E
波赫丹尼夫斯凯（烏克蘭語：Богданівське），是烏克蘭南部尼古拉耶夫州沃茲涅先斯克區多马尼夫卡市镇内的村落。面積1.05平方公里，海拔高度39米，2001年人口80，人口密度每平方公里76.3人。